# Ernst von Trautson
Ernst von Trautson (ur. 26 grudnia 1633 w Wiedniu, zm. 7 stycznia 1702 tamże) – austriacki duchowny rzymskokatolicki, w latach 1685–1702 książę biskup Wiednia.

## Życiorys
Urodził się 26 grudnia 1633 w Wiedniu jako trzeci syn Johanna Franza von Trautson, pułkownika-marszałka Tyrolu, kawalera Orderu Złotego Runa oraz władcy St. Pölten i Maksymiliany Walburg, córki Johanna Georg, księcia Hohenzollern-Hechingen. Studiował filozofię oraz teologię na Papieskim Uniwersytecie Gregoriańskim. 12 marca 1661 otrzymał święcenia diakonatu a 11 czerwca tego samego roku święcenia prezbiteriatu. Cesarz Leopold I wyznaczył go 23 marca 1685 biskupem Wiednia, co papież zaakceptował kilka miesięcy później. Sakrę otrzymał 28 października 1685 z rąk kardynała Francesco Bonvisi. Odbudował wiele kościołów zniszczonych podczas niedawnego tureckiego najazdu. Interesował się historią i heraldyką. Zmarł 7 stycznia 1702 i został pochowany w krypcie biskupów katedry św. Szczepana.